# Flugplatz Haguenau

i7
i11
i13
Das Aérodrome de Haguenau (ICAO-Code: LFSH) ist der Flugplatz der französischen Stadt Hagenau im Elsass. Er liegt zirka 25 km nördlich von Straßburg in der Region Grand Est im Département Bas-Rhin. Er dient der Allgemeinen Luftfahrt.

## Geschichte

### Bis 1944
Der Flugplatz südöstlich des damals deutschen Hagenaus entstand während des Ersten Weltkriegs als Schulflugplatz für zukünftige Jagdflieger und Bomberbesatzungen der deutschen Fliegertruppe. Kurz vor Kriegsende wurde der Platz am 2. September 1918 erstmals Ziel eines alliierten Luftangriffs.
Nach dem Krieg wurde aus dem deutschen Militärflugplatz Hagenau der zivile französische Flugplatz von Hagenau, der jedoch in den 1930er Jahren auch von der Armée de l’air für Kurierflüge in Verbindung mit dem nahegelegenen Fort 16 der Maginot-Linie genutzt wurde. Fliegende Kampfverbände waren hier keine stationiert.
Während des Zweiten Weltkriegs wurde Hagenau wieder deutsch, wobei der Flugplatz jedoch zunächst kaum militärisch genutzt wurde. Erst 1943 begann der Ausbau zur Nutzung durch die Luftwaffe. Erster Nutzer war ab September 1943 die I. Gruppe des Luftlandegeschwaders 2 (LLG 2) mit ihren He-111-Schleppflugzeugen und Go-242-Lastenseglern. Die Lastensegler blieben bis Juni 1944 auf dem Platz.
Im Frühjahr 1944 wurde der Flugplatz eine Nachtjagd-Basis. Hagenau wurde im April 1944 Stützpunkt eines Teils der II. Gruppe des Nachtjagdgeschwaders 5 (NJG 5) und im Mai der III. Gruppe des Nachtjagdgeschwaders 6 (NJG 6), die beide mit der Bf 110 ausgerüstet waren. Der Flugplatz wurde vermehrt Ziel alliierter Luftangriffe von Bombern und Jagdbombern der Ninth sowie Begleitjägern der Eighth Air Force der United States Army Air Forces (USAAF), sodass die deutschen Nachtjäger Hagenau im Juni 1944 verließen. Als letzter Luftwaffenverband lag hier in der ersten Septemberhälfte 1944 für zehn Tage die 5. Staffel der Aufklärungsgruppe 123 (5.(F)/123) mit einer Handvoll Bf 109G.

### Nach dem Zweiten Weltkrieg
Der Flugplatz wurde Mitte Dezember 1944 von den Alliierten als Advanced Landing Ground (ALG) Y-39 eingenommen und nach einer kurzen Reparaturphase am 20. Dezember 1944 von den USAAF wieder geöffnet. Der Flugplatz diente fortan als Logistikumschlagsplatz und kam über den Jahreswechsel 1944/1945 unter Beschuss deutscher Bodentruppen. Ab Mitte Januar 1945 konnte der Betrieb fortgesetzt werden. Die einzigen hier stationierten Kampfverbände waren im März/April 1945 die 162nd Tactical Reconnaissance Squadron und von Anfang April bis Ende Juni 1945 die 69th Reconnaissance Group der Ninth Air Force mit ihren North American F-6. Am 17. Juli 1945 wurde der Flugplatz Haguenau an die französischen Behörden zurückgegeben.
Aufgrund der starken Kriegsschäden der Stadt Hagenau und ihres Flugplatz blieb Letzterer längere Zeit verwaist. Letztendlich wurde die beschädigte Infrastruktur komplett abgerissen und ein neuer Flugplatz entstand leicht östlich des früheren Standortes.
Der Flughafen kann heute für Charterflüge genutzt werden und eine Graspiste dient dem Luftsport.
Reste der beiden früheren Betonpisten und Abstellflächen sind westlich des heutigen Flugplatzes noch erhalten.